# Gà Robusta Maculata
Gà Robusta Maculata là một giống gà kiêm dụng mới xuất hiện gần đây có nguồn gốc ở thành phố Rovigo trong vùng Veneto của đông bắc nước Ý. Nó được lai tạo ra từ năm 1959 đến năm 1965, bằng cách lai tạo giống gà Orpington lông da bò với chủng thương mại được biết đến ở Ý là "gà Mỹ lông trắng". Hiện nay, số lượng giống của chúng vẫn thấp. Một nghiên cứu được công bố năm 2007 đã sử dụng một con số xấp xỉ 1100 cho tổng số lượng giống, trong đó khoảng 300 con gà trống. 

## Lịch sử
Robusta Maculata được tạo ra từ năm 1959 đến năm 1965 tại Stazione Sperimentale di Pollicoltura, hoặc trung tâm nhân giống gà thử nghiệm, của Rovigo, ở Veneto. Nó đã được hình thành như là một giống gà kiêm dụng, và bắt nguồn từ việc lai gà Orpington với một chủng thương mại ở Veneto trong thế kỷ 20. Gà lông trắng Mỹ được cho là dựa trên giống gà Barnevelder trắng đột biến, với sự đóng góp từ các giống gà Leghorn trắng, gà Rhode Island trắng và gà Plymout Rock trắng vào đầu năm 2012 nó không còn được coi là một giống gà.
Một tiêu chuẩn cho gà Robusta Maculata đã được công bố bởi Associazione Nazionale Allevatori Specie Avicole, hoặc hiệp hội quốc gia về các giống gia cầm, trong phần sau của thế kỷ 20, và được công bố vì lợi ích lịch sử trên trang web của Federazione Italiana Associazioni Avicole, liên đoàn các hiệp hội gia cầm Ý, cơ quan quản lý chăn nuôi gia cầm tại Ý. Đầu năm 2012, giống này không được FIAV công nhận chính thức. Cùng với gà Pépoi, gà Ermellinata di Rovigo, gà Robusta Lionata và gà Padovana thì gà Robusta Maculata là một trong năm giống gà được bao gồm trong CO.VA là dự án của Veneto Agricultura, chính quyền khu vực về nông nghiệp của vùng Veneto. Dự án bao gồm mục tiêu bảo tồn các giống gia cầm bản địa phân bố hạn chế, bảo tồn nguồn gen và đa dạng sinh học, và đã công bố mô tả chi tiết về giống gà này.

## Đặc điểm
Gà Robusta Maculata có da và chân màu vàng, được người tiêu dùng ở Ý ưa thích bởi thịt gà truyền thống. Theo tiêu chuẩn cũ của ANSAV, Robusta Maculata có màu trắng bạc, có cổ đen và bạc, và những mảng màu xám đen hoặc đen bất thường ở những nơi khác trên cơ thể. Đuôi và đầu cánh có màu đen với đèn xanh đậm. Da và chân có màu vàng, các thùy tai có màu đỏ. Chiếc mồng đơn và phát triển tốt, với 6-8 điểm. Trọng lượng trung bình là 3,8–4,2 kg (8,4–9,3 lb) đối với gà trống, 2,8–3,0 kg (6,2-6,6 lb) đối với gà mái. Mô tả gần đây hơn của Veneto Agricultura cho trọng lượng lớn hơn: 4,0–4,5 kg đối với gà trống và 2,8–3,3 kg đối với gà mái. Trứng có màu nâu hơi hồng và nặng 55–60 g. Robusta Maculata là giống gà kiêm dụng Gà mái đẻ 140-160 trứng mỗi năm. Trong sản xuất thịt, gà đạt trọng lượng 1,9-2,0 kg trong bốn tháng, và thường được giết mổ sau 18 tuần.